# 구 수원시청사
구 수원시청사는 대한민국 경기도 수원시 팔달구에 있는 건축물이다. 팔달구 인계동으로 수원시청이 이전한 후 권선구청으로 이용되다가, 권선구 탑동으로 권선구청사가 이전하면서, 현재는 수원시 가족여성회관으로 사용되고 있다. 2014년 9월 1일 국가등록문화재 제598호로 지정되었다.

## 개요
구 수원문화원은 금융회사인 조선중앙무진회사 사옥으로 건립된 벽돌조 2층 건물로 광복후 오랫동안 수원문화원 건물로 사용되었다.
지상2층의 벽돌조 건축물로서 평면은 거의 정방형에 가까운 형태이며 창호 몰딩을 조적벽체보다 돌출시켜 입체적으로 구성하였고 정면의 창호에 꽃봉오리 모양을 장식하여 정면성을 강조하는 등 규모는 작지만 장식적 요소가 많고 건축 기법이 우수한 건물로 가치가 있다.

## 참고 자료
- 구 수원시청사 - 국가유산청 국가유산포털